# Feliu Formosa
Feliu Formosa Torres (Sabadell, 10 de septiembre de 1934), dramaturgo, poeta y traductor español.

## Biografía
Licenciado en Filología Románica, luego amplió estudios en el ámbito de la Germanística, en el que ha realizado la mayor parte de su labor. Es padre de la actriz y cantante Ester Formosa. 
Ha traducido indistintamente al catalán y al castellano: obras dramáticas de Bertolt Brecht, Ernst Toller, Tankred Dorst, Antón Chéjov, Henrik Ibsen, August Strindberg, Thomas Bernhard, Friedrich Dürrenmatt, Friedrich Schiller y Botho Strauss, entre otros; poemas de Georg Trakl, Goethe y François Villon; narrativa de Thomas Mann, Hermann Hesse, Robert Musil, Heinrich Böll, Franz Kafka, Joseph Roth o Heinrich von Kleist; ensayos de Lessing y Peter Weiss... 

## Premios
- Premio Nacional de Traducción (1994)
- Premio Nacional de Teatro de Cataluña (2002)
- Friedrich-Gundolf-Preis (2011)

## Cronología
- 1967 - Publica, con Artur Quintana, A la paret, escrit amb guix. Antologia de la poesía alemanya de combat
- 1979 - El present vulnerable. Diaris I
- 1980 - Si tot és dintre (poesía 1973-1980)
- 1994 - Premio Nacional a la obra de un traductor
- 2002 - Darrere el vidre (poesía 1972-2002)
- 2005 - A contratemps. Diaris I
- 2005 - El somriure de l'atzar. Diaris II